# Соловей Дмитро Сергійович
Соловей Дмитро Сергійович (нар. 28 вересня 1993, м. Керч) — український дзюдоїст, майстер спорту міжнародного класу. Паралімпійський чемпіон 2012 року.
Займається у секції дзюдо Київського міського центру «Інваспорт».
Виборов бронзову нагороду на Чемпіонаті Європи з дзюдо серед спортсменів з порушеннями зору 2019 в категорії в/к до 81 кг.

## Відзнаки та нагороди
- Орден «За заслуги» II ст. (4 жовтня 2016) — За досягнення високих спортивних результатів на XV літніх Паралімпійських іграх 2016 року в місті Ріо-де-Жанейро (Федеративна Республіка Бразилія), виявлені мужність, самовідданість та волю до перемоги, утвердження міжнародного авторитету України[3]
- Орден «За заслуги» III ст. (17 вересня 2012) — за досягнення високих спортивних результатів на XIV літніх Паралімпійських іграх у Лондоні, виявлені мужність, самовідданість та волю до перемоги, піднесення міжнародного авторитету України[4]